# Мамалыга
Мамалы́га (рум. mămăligă, молд. mămăligă, укр. мамали́ґа, идиш מאַמאַליגע‎) — круто заваренная каша из кукурузной муки или крупы (Даль), молдавское, румынское и украинское национальное блюдо. Широко распространены аналоги мамалыги — полента (итал. polenta) в итальянской кухне, у некоторых кавказских народов — у абазин (абыста), грузин (груз. ღომი, гоми), абхазов (абх. абысҭа), адыгов (черкесов) (адыг. мамрыс, кабард.-черк. пIастэ, мэрэмысэ), ногайцев (ног. мамырса), карачаевцев и балкарцев (карач.-балк. как), чеченцев (чечен. ахьар худар — досл. «каша из кукурузной муки»), ингушей (ингуш. джуран-худар, кlo), осетин (осет. сера или мамæлайы къæбæр — досл. «кусок, чтобы не умереть») и у балканских народов (словен. , босн. и хорв. polenta; макед. бакрдан; болг. , черног. и серб. качамак; тур. muhlama).
По вкусу, консистенции и внешнему виду отличается от всех остальных каш. Режется вощёной ниткой или специальным деревянным ножом.

## Приготовление
Приготавливается особым способом из воды, соли и кукурузной муки в чугунке (рум. ceaun) с помощью специальной палки-мешалки. При приготовлении для употребления вместо хлеба мамалыга делается более густой, и, как и итальянская полента, может быть разрезана на куски. При приготовлении для других целей мамалыга бывает более жидкой.
Мамалыга подаётся к столу обязательно со шкварками и мелко тёртой брынзой (рум. mămăligă cu brânză și smântână). Иногда мамалыгу подают накрошенной в тарелке с горячим молоком (рум. mămăligă cu lapte). Из мамалыги также делают кукурузные лепёшки, нарезая и поджаривая её на масле или на жире.
Мамалыга входит в состав разных блюд. Одним из них являются голубцы (рум. sarmale, молд. сармале) с мамалыгой. Другое блюдо — булз (рум. bulz), представляющее собой запечённые шарики из мамалыги с брынзой и маслом внутри.
Мамалыгу могут подавать к столу с творогом и сырами, беконом, яйцами, грибами, жареной рыбой и др.

## История
Исторически мамалыга была основной пищей крестьян. Также мамалыгу делали из проса. Самое раннее упоминание о кукурузных полях в Молдавском княжестве относится ко времени правления Константина Дуки (1693—1695). Кукуруза стала очень быстро распространяться, так как не облагалась данью турками.